# Дабев, Евтим
Евтим Дабев (25 октября 1864 — 2 марта 1946) — болгарский учитель, журналист и редактор. 
Один из первых болгарских социалистов, участвовал в работе Бузлуджанского съезда (1891), на котором было принято решение о создании Болгарской рабочей социал-демократической партии (БРСДП) — будущей Болгарской коммунистической партии, в 1894 году избран членом ЦК партии.
Первый переводчик на болгарский язык марксистской литературы: «Наёмный труд и капитал» Карла Маркса, «Развитие социализма от утопии к науке» Фридриха Энгельса и брошюры «Кто чем живёт?» Дикштейна.

## Биография
Родился в 1864 году в Габрово.
В 1884 году окончил Априловскую гимназию, работал учителем в Севлиево и Габрово. Вокруг Дабева объединилась группа молодёжи, преимущественно из Априловской гимназии, которой издавалась нелегальная студенческая газета «Огледало» («Зеркало»).
В 1885–1886 годах пробовал себя как поэт, под псевдонимом K. Дружелюбов издал сборник стихов «Тъгите мне».
В 1886 году основал газету «Росица», первый выпуск которой вышел 4 июня 1886 года, в ней впервые в болгарской прессе появились материалы социалистической направленности.
Является автором первого перевода на болгарский язык марксистской литературы: в 1888 году перевёл брошюру Дикштейна «Кто чем живёт?». В газете «Росица» был опубликован первый перевод на болгарский язык работы Карла Маркса «Наёмный труд и капитал».
В 1889 году написал брошюру «Сюрмашки правдини», из-за которой газета «Росица»  режимом Стамболова была закрыта (вышло всего 17 номеров).
В 1890 году перевёл работу Фридриха Энгельса «Развитие социализма от утопии к науке».
В 1891 году в ряду сторонников Димитра Благоева принял участие в работе Бузлуджанского съезда (1891), на котором было принято решение о создании Болгарской рабочей социал-демократической партии (БРСДП), вместе с Янко Сказовым участвовал в издании вестника «Другар» («Товарищ»), в 1894 году избран членом ЦК партии.
В 1897-1900 годах совместно с Георгием Кирковым состоял редактором газеты «Работнически вестник» — центрального органа БРСДП.
В 1900-1905 годах был редактором газет «Труд» (1900—1903), «Пролетарска заря» (1904-1905).
Вскоре отошел от активной политической деятельности, работал учителем.
Занимался публицистикой, печатался в различных социалистических журналах. Как публицист известен под псевдонимами Евреинов, Прометей, Дружелюбов, Ераст и др.
В 1928 году пытался наладить выпуск своего издания, но вышло только несколько номеров.
Умер 2 марта 1946 года в Софии.

Он стал одним из первых, поднявшихся до убеждения, что старые идеи необходимо отбросить и выработать новые, социалистические. Во всяком случае, в 1886 году через «Росицу» он пытался популяризировать общие положения социализма в том виде, в каком он сам смог их усвоить при тогдашних условиях.— Очерки истории социализма в Болгарии

## Память
В городе Габрово именем Евтима Дабева названа улица.